# Hardly Kirk-ing
Hardly Kirk-ing, titulado Casi Kirk en Hispanoamérica y Pequeño gran Kirk en España, es el episodio número trece de la vigesimocuarta temporada de la serie animada Los Simpson, y el número 521 de la misma. Fue emitido en Estados Unidos el 17 de febrero de 2013 por FOX, y el 16 de junio de 2013 en Hispanoamérica.
El episodio fue escrito por Tom Gammill y Max Pross, y dirigido por Matthew Nastuk, con Al Jean como productor ejecutivo. Tuvo como estrella invitada a Kevin Michael Richardson, que prestó su voz para el personaje de guardia de seguridad de la librería.
La primera vez que se emitió el episodio en EE. UU., la secuencia de apertura fue acortada y así poder darle tiempo a FOX para transmitir The Longest Daycare: no hubo gag de la pizarra, y el gag del sofá sólo consistió del caballero cortándole la cabeza a Homer.

## Sinopsis
Marge lleva a la familia a pasar un día libre de televisión luego de hallar a Maggie viendo un DVD de la colección Baby Poindexter, la cual, de acuerdo a las noticias, fue removido por ser ineficaz para la educación de los niños (aunque a Homer le gusta ya que no está regido por el mercado como tantos otros programas infantiles de hoy en día). Un flashback muestra que el material en cuestión llevó a Bart de pequeño a una época de babeo mientras que Lisa transformó la presentación del packaging en un diorama interactivo. La familia va a una librería, donde Homer queda fascinado con los puzles en los que se deben hallar objetos ocultos y comienza a utilizar sus habilidades para encontrar personas y objetos comunes en la vida real.
Mientras tanto, Bart pasa el rato en la casa de Milhouse y, como estaba aburrido, le pone un poco de epoxi a su amigo en el cabello. Para remediarlo, el niño le corta el pelo, quitando casi todo el cabello de Milhouse, lo que hizo que se vea exactamente igual a su padre Kirk. Con la ayuda de Bart, Milhouse se disfraza de su papá, ganando más altura gracias a unos zancos hechos de latas de pintura y  haciendo que su voz sonara idéntica a la de Kirk al anudar con fuerza una corbata a su cuello. Bart, entonces, usa esto para su propio beneficio, ya que su mejor amigo, al lucir mayor, puede realizar actividades de adultos: intimidaron a Homer, compraron productos para Jimbo, Kearney y Dolph, y participaron en la votación municipal.
Cuando Lisa desea ir al centro de Springfield, Milhouse compra tickets para él, Lisa y Bart. Él recoge parte del dinero que se le paga a las personas que compran el DVD de Baby Poindexter, pero no es suficiente para comprar comida para los tres. Se ven obligados a asistir a una presentación de ventas de condominios por un desayuno gratis, pero se encuentran con que las puertas han sido cerradas para que ellos no salieran. La vendedora, creyendo que Milhouse es un adulto, intenta seducirlo. Mientras tanto, Homer y Marge, al darse cuenta de que los niños se perdieron, se apresuran a encontrarlos. Homer se detiene por la comida gratis, rescatando a los tres niños por casualidad. Luego, Milhouse se disculpa con su padre por  hacerse pasar por él, y admite que cuando crezca, quiere ser como él.

## Recepción
El episodio recibió reseñas positivas en su mayoría. Robert David Sullivan de The A. V. Club le dio al capítulo una B-, y dijo: "Estamos aún muy lejos de los episodios de Los Simpson con resonancia emocional, pero la simple rareza funciona mejor que los cortes constantes y la cultura pop que rebalsaba en el episodio de la semana pasada. Milhouse no es un personaje trillado, y todavía tiene algo del estilo de Charlie Brown que nos permite ver el humor en su parecido a un adulto, su neurosis bien articulada, que no se siente como si nos estuviésemos riendo de un niño pequeño". John Blabber de Bubbleblabber le dio a Hardly Kirk-ing una puntuación más cálida de 7/10, argumentando que "las risas estuvieron allí, la trama no, pero por lo menos pudimos ver The Longest Daycare". Rob Dawson de TV Equals le otorgó al episodio una crítica positiva, diciendo: "Hardly Kirk-ing es el tipo de episodio que desearía que Los Simpson pudiesen transmitir cada semana en estos tiempos. Está bien construido y es divertido, es cómo quiero que la etapa moderna de la serie sea. Su calidad es decente, recorre el extenso universo de Springfield sin que parezca un desfile lleno de «Hey, conozco a ese tipo», y es, lo más importante, entretenido".
El episodio recibió un índice de audiencia de 2.0 de personas entre 18 y 49 años, y fue visto por un total de 4.57 millones de espectadores. Esto lo posicionó como el segundo show más visto en Animation Domination por FOX esa noche, venciendo a The Cleveland Show, Bob's Burgers y American Dad! pero perdiendo contra Family Guy con 4.87 millones.